# Distrito de Yaquerana
Yaquerana es un distrito de la Provincia de Requena, en el Departamento de Loreto (Perú). Se conforma de la cuenca alta del río Yavarí en territorio peruano.
Desde el punto de vista jerárquico de la Iglesia católica forma parte del Vicariato Apostólico de Requena.

## Geografía humana
En este distrito de la Amazonia peruana habita la etnia Pano grupo Mayoruna autodenominado Matsé'.

## Turismo
- Reserva nacional Matsés, hábitat de 177 especies de peces, 10 nuevas para el Perú y 8 podrían ser nuevas para la ciencia; 43 especies de mamíferos grandes; entre 100 y 120 especies de anfibios, incluyendo los (sapo) y (rana); 416 especies de aves.[2]